# Annaba
Annaba (em árabe: عنابة, ‘Annābah, antigamente Bône, historicamente Hippo ou Hippo Regius) é uma cidade da Argélia, capital da província de Annaba. Está localizada no nordeste do país, próximo ao rio Seybouse. Com uma população de 257 359 habitantes (2008), é a quarta maior cidade da Argélia.
Annaba (por vezes aportuguesado Anaba) era a antiga Hipona (em latim Hippo Regius). Mais tarde os franceses a chamaram Bône ou Bona.
É a cidade onde morreu Santo Agostinho.
Nesta cidade está a sede da Universidade de Annaba, uma das mais importantes do país.

## Imagens

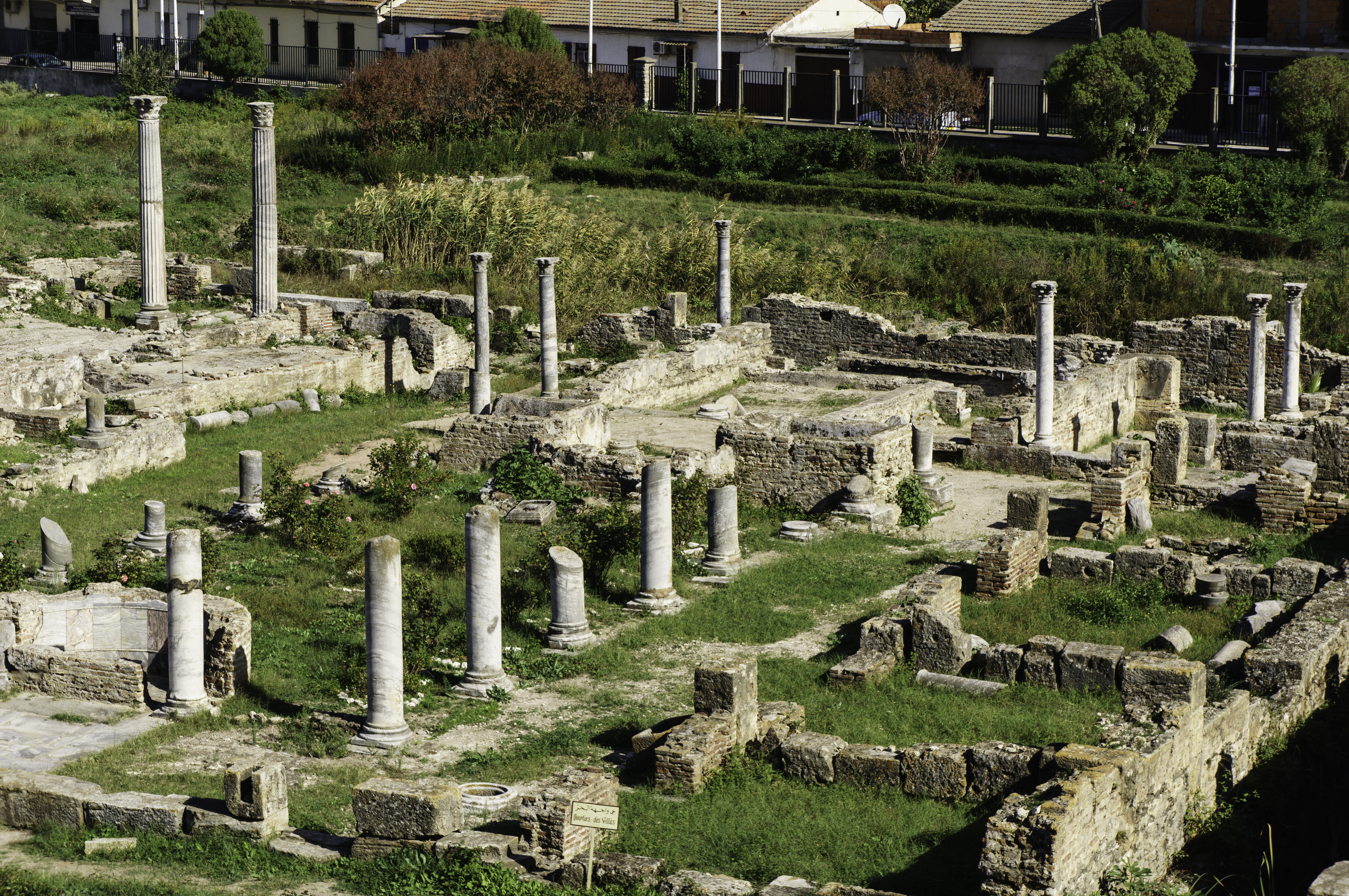
Ruínas da antiga cidade de Hipona
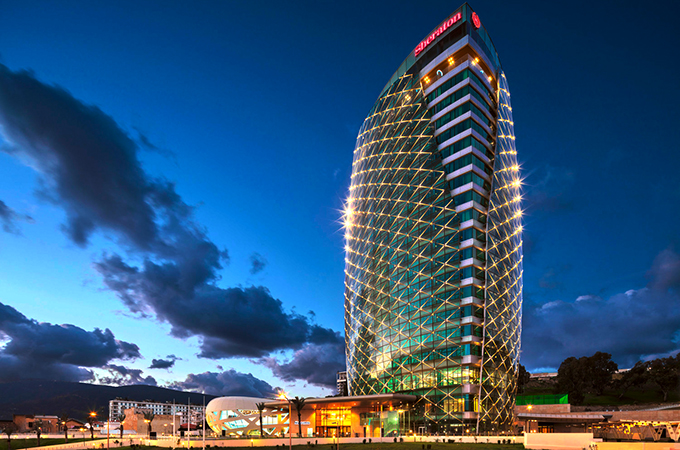
Edifício do Hotel Sheraton
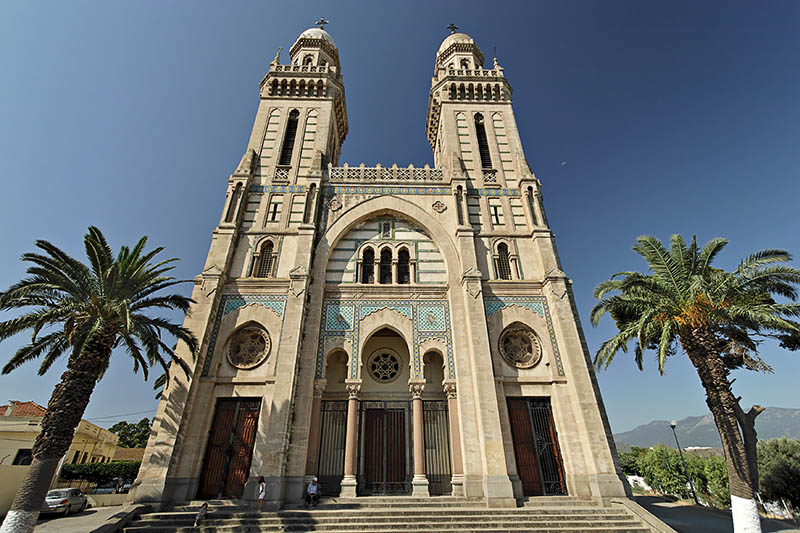
Basílica de Santo Agostinho
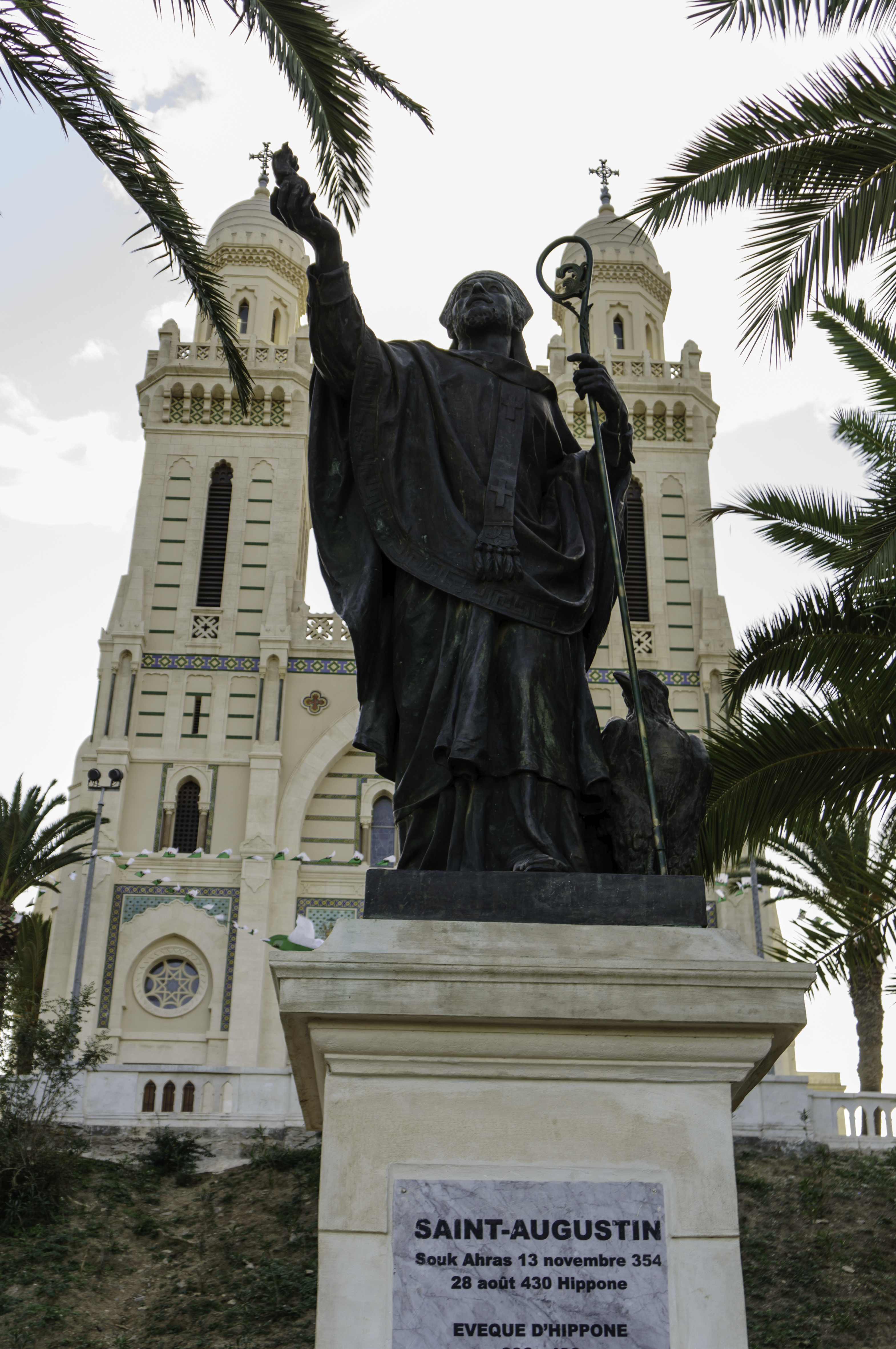
Estátua de Santo Agostinho